# Гуссе, Тома-Мари-Жозеф
Тома-Мари-Жозеф Гуссе (фр. Thomas-Marie-Joseph Gousset; 1 мая 1792, Монтиньи-ле-Шерльё, королевство Франция — 22 декабря 1866, Реймс, Вторая империя) — французский кардинал. Епископ Перигё с 1 февраля 1836 по 13 июля 1840. Архиепископ Реймса с 13 июля 1840 по 22 декабря 1866. Кардинал-священник с 30 сентября 1850, с титулом церкви Сан-Каллисто с 10 апреля 1851.